# نظرية فلسفية
النظرية الفلسفية أو الموقف الفلسفي هي وجهة نظر تحاول شرح أو تفسير مشكلة معينة في الفلسفة. استخدام مصطلح "نظرية" هو بيان للغة الإنجليزية العامية وليس انعكاسًا لمصطلح نظرية. بينما يمكن تسمية أي نوع من الأطروحة أو الرأي بالموقف، في الفلسفة التحليلية يُعتقد أنه من الأفضل الاحتفاظ بكلمة "نظرية" للمحاولات المنهجية والشاملة لحل المشكلات.